# Torsten Oehrl
Torsten Oehrl (* 7. Januar 1986 in Lichtenfels) ist ein ehemaliger deutscher Fußballspieler und heutiger Fußballtrainer.

## Karriere

### Vereine
Oehrl stammt aus dem Itzgründer Gemeindeteil Bodelstadt im Landkreis Coburg. Er spielte in der Jugend beim SV Memmelsdorf/Ufr., beim SV Hallstadt und schließlich bei Eintracht Bamberg. Mit 17 Jahren wechselte er dann nach Mittelfranken zur SpVgg Greuther Fürth.
Nach einer erfolgreichen Zeit in den Jugendmannschaften, während der er sechsmal in die U-18- und U-19-Nationalmannschaften berufen wurde, schaffte Oehrl zur Saison 2005/06 den Sprung in die zweite Mannschaft von Greuther Fürth. Dort erzielte der Mittelstürmer in 16 Spielen acht Tore und wurde fünfmal in der ersten Mannschaft in der 2. Bundesliga eingesetzt. Die Saison 2006/07 verlief zunächst ähnlich, Oehrl spielte in der viertklassigen zweiten Mannschaft von Greuther Fürth und stand im erweiterten Kader der Profis, bei denen er auch zu vier Einsätzen kam.

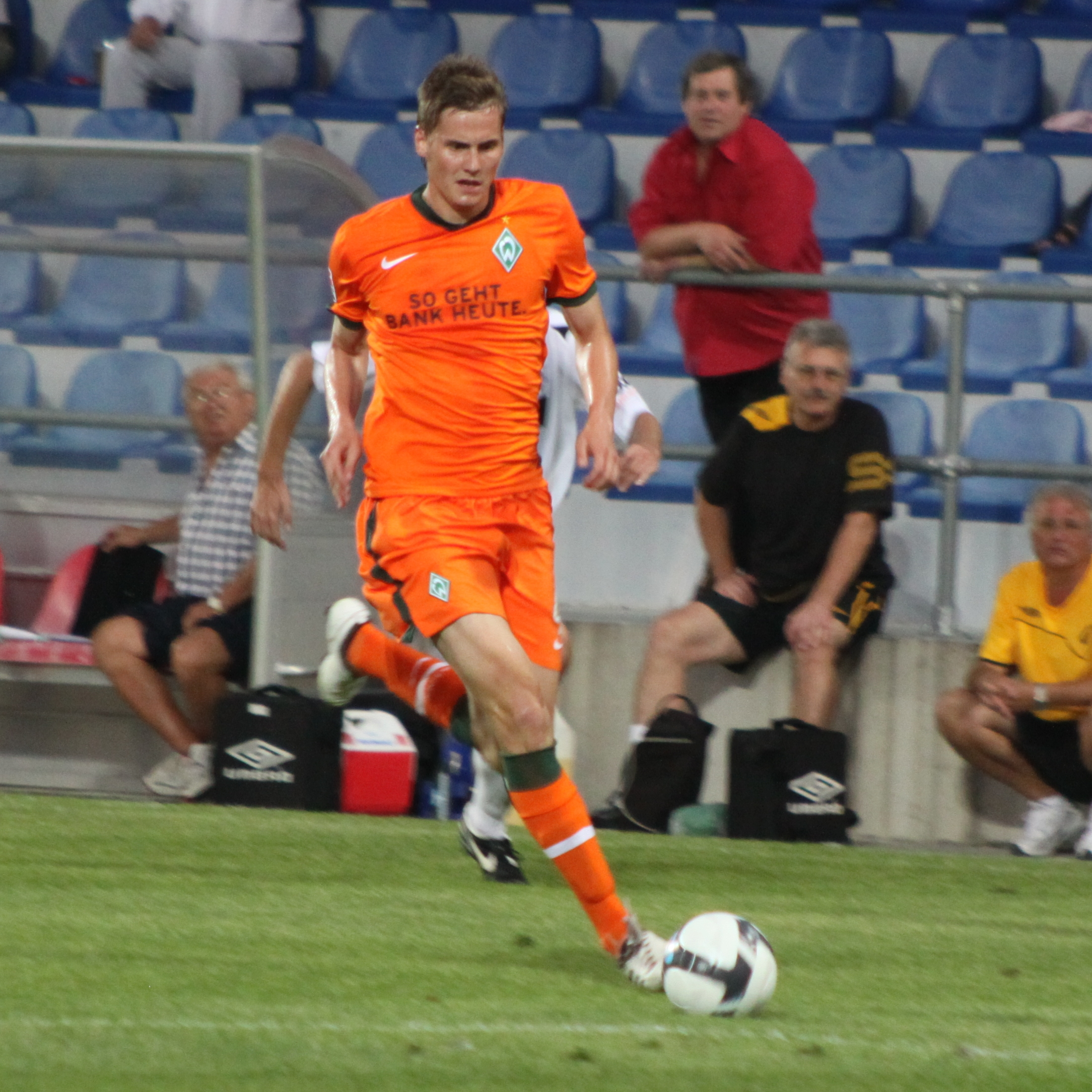
Oehrl in einem Vorbereitungsspiel für Werder Bremen im Sommer 2009

Im Februar 2007 wechselte er für den Rest der Saison auf Leihbasis zu Kickers Offenbach, dem Verein, gegen den er noch drei Monate zuvor sein erstes Profitor erzielt hatte. Zur Saison 2007/08 wurde Oehrl für ein Jahr an Eintracht Braunschweig ausgeliehen, bevor er zur Saison 2008/09 zu Werder Bremen II wechselte. Sein Bundesligadebüt gab er am 10. Mai 2009 im Spiel gegen den Hamburger SV. Anfang Juli 2009 wurde er von Werder Bremen mit einem Profivertrag ausgestattet. Die Vertragsdauer betrug zwei Jahre.
Am 28. Oktober 2009 bestritt Oehrl das Achtelfinale des DFB-Pokals 2009/10 und erzielte gegen den 1. FC Kaiserslautern außerdem sein erstes Pflichtspieltor für Werder mit dem Treffer zum 3:0-Endstand.
Zur Winterpause 2009/10 wechselte er – zunächst bis zum Saisonende ausgeliehen – in die 2. Bundesliga zum Aufsteiger Fortuna Düsseldorf. Ab der Saison 2010/11 spielte er für den FC Augsburg. Er erhielt bei den Schwaben einen Zweijahresvertrag. In seinem ersten Zweitligaspiel für den FC Augsburg erzielte er beim 4:1-Auswärtssieg beim FC Ingolstadt 04 ein Tor. Am 11. Dezember 2010 erzielte Oehrl in einem Pflichtspiel gegen den FSV Frankfurt ein Tor per Seitfallzieher, das zum Tor des Monats gewählt wurde. Am 17. Dezember 2011 (17. Spieltag) erzielte er beim 1:1 im Auswärtsspiel gegen den Hamburger SV mit dem Führungstreffer auch sein erstes Bundesligator.
Zur Saison 2013/14 kehrte Oehrl zu Eintracht Braunschweig zurück. Er unterschrieb einen bis zum 30. Juni 2016 laufenden Vertrag und kam am 10. August 2013 (1. Spieltag) zu seinem ersten Einsatz. Nachdem er sich zum Ende der Hinrunde in die Stammelf gespielt hatte, warf ihn ein Sehnenriss im rechten Sprunggelenk zurück.
Zur Saison 2015/16 wechselte Oehrl zum Drittligisten SV Wehen Wiesbaden, für den er in 24 Punktspielen acht Tore erzielte. Nach Saisonende bat er um Auflösung seines Vertrags und schloss sich der zweiten Mannschaft des FC Bayern München an, für die er am 16. September 2016 (11. Spieltag) beim 2:1-Sieg im Heimspiel gegen den FC Memmingen – mit Einwechslung für Karl-Heinz Lappe in der 72. Minute – debütierte. Zum 31. Juli 2017 wurde sein ursprünglich bis 2019 laufender Vertrag beim FC Bayern München aufgelöst.
Seit Beginn der Saison 2018/2019 war er Trainer des 1. FC Oberhaid. Nach dem 13. Spieltag und einer Niederlagenserie trat er im Oktober 2018 von seinem Amt zurück. Seit 2021 ist er Spielertrainer beim Bamberger Kreisligisten ASV 1926 Sassanfahrt.

### Nationalmannschaft
Oehrl war im Jahr 2004 Nationalspieler und bestritt für die U-18-Nationalmannschaft zwei Länderspiele, in denen er ein Tor erzielte. Für die U-19-Nationalmannschaft kam er zu vier Einsätzen, wobei er am 15. September bei der 0:2-Niederlage gegen die Auswahl Spaniens debütierte.

## Auszeichnungen
- Torschütze des Monats Dezember 2010[12]